# Xiangshan, Ningbo
Xiangshan, tidigare romaniserat Siangshan, är ett härad som lyder under Ningbos stad på prefekturnivå i Zhejiang-provinsen i östra Kina.
Befolkningen uppgick till 484 236 invånare vid folkräkningen år 2000, varav 104 539 invånare bodde i huvudorten Dancheng. En annan stor ort är Shipu, med 81 982 invånare (2000). Häradet är belägen vid kusten mot Östkinesiska havet, och omfattar även några mindre öar. Xiangshan var år 2000 indelat i 14 köpingar (zhèn) och 5 socknar (xiāng).